# Trae Williams
Trae Williams (né le 5 mai 1997) est un athlète australien, spécialiste du sprint.

## Carrière
Le 18 février 2017, il égale son record personnel sur 100 m à 10 s 27 (+ 1,7 m/s) à Canberra. Le 12 mars 2016, il l'avait battu à Perth avec le même temps. Le 16 février 2018, il remporte les championnats nationaux en 10 s 10 (+ 0,4 m/s).
Il participe à la Coupe continentale 2018 au titre du relais 4 × 100 m de l'équipe d'Océanie, où il termine 3e.

## Rugby
En 2021, Trae Williams fait ses débuts avec l'équipe australienne de rugby à sept.